# Mitchel van Rosmalen
Mitchel van Rosmalen (25 juni 2001) is een Nederlands voetballer die als verdediger voor FC Eindhoven speelt. Hij is een kleinzoon van Willy van der Kuijlen.

## Carrière
Mitchel van Rosmalen speelde in de jeugd van Helmond Sport, VVV-Venlo en KRC Genk, waar hij van 2019 tot 2020 in het reserve-elftal speelde. In 2020 vertrok hij transfervrij naar FC Eindhoven, waar hij op 3 oktober 2020 zijn debuut in het eerste elftal maakte. Dit was in de met 6-0 verloren uitwedstrijd tegen N.E.C., waarin hij in de 79e minuut inviel voor Mawouna Amevor.

### Statistieken
| Seizoen                        | Club           | Land           | Competitie     | Competitie | Competitie | Beker | Beker | Totaal | Totaal |
| Seizoen                        | Club           | Land           | Competitie     | Wed.       | Dlp.       | Wed.  | Dlp.  | Wed.   | Dlp.   |
| ------------------------------ | -------------- | -------------- | -------------- | ---------- | ---------- | ----- | ----- | ------ | ------ |
| 2020/21                        | FC Eindhoven   | Nederland      | Eerste divisie | 4          | 0          | 0     | 0     | 4      | 0      |
| Carrièretotaal                 | Carrièretotaal | Carrièretotaal | Carrièretotaal | 4          | 0          | 0     | 0     | 4      | 0      |
| Bijgewerkt op 15 november 2020 |                |                |                |            |            |       |       |        |        |